# Ernest Sachs
Pour les articles homonymes, voir Sachs.
Ernest Sachs (25 janvier 1879 - 2 décembre 1958) est un neurochirurgien américain. Petit-fils du fondateur de Goldman Sachs, il devient professeur de neurochirurgie à la université Washington de Saint-Louis de Saint-Louis en 1919. Il est président de la Society of Neurological Surgeons de 1925 à 1927 et président de l'American Neurological Association en 1943. Avec Harvey Cushing, il est connu comme le Père de la neurochirurgie.

## Début de la vie
Ernest Sachs naît le 25 janvier 1879 à New York,. Son père, Julius Sachs, est un éducateur. Sa mère, Rosa Goldman, était la fille du fondateur de Goldman Sachs, Marcus Goldman. Il grandit à New York, où il a appris à jouer du violoncelle dès l'âge de six ans. 
Ernest Sachs est diplômé de l'Université Harvard en 1900,. En 1904, il obtient un diplôme de médecine à la université Johns-Hopkins, où il suit l'enseignement du professeur William Osler, et il effectue sa résidence de trois ans sous la supervision de Arpad Gester à l'hôpital Mount Sinai (Manhattan) en 1907,. Il a ensuite passé trois autres années à Vienne, Berlin et Londres, où il a étudié sous la direction de Sir Victor Horsley et où il écrit un traité sur le thalamus,

## Carrière
Ernest Sachs commence à pratiquer la neurochirurgie à New York. En 1911, il s'installe à Saint-Louis, où il enseigne la neurochirurgie à la université Washington de Saint-Louis. En 1919, il devient le premier professeur de neurochirurgie aux États-Unis,,
Ernest Sachs est l'un des membres fondateurs de The Society of Neurological Surgeons, et il en est le secrétaire-trésorier de 1920 à 1924, et le président de 1925 à 1927. Il est président de l'American Neurological Association en 1943,, Il a également siégé au conseil d'administration de l'American Board of Neurological Surgery. En outre, Sachs était membre honoraire de la Royal Society of Medicine et de la Deutsche Akadamie der Naturforscher Leopoldina,.
Ernest Sachs démissionne de l'université de Washington en 1949 et devient professeur émérite à la Yale School of Medicine,. 

## Vie personnelle et décès
Ernest Sachs épouse Mary Ernest Sachs, une dramaturge et poète, en 1913. Ils ont eu deux fils, Ernest Sachs, Jr. et Thomas Dudley Sachs, et une fille, qui décède en 1927.
Ernest Sachs est mort le 2 décembre 1958 à New Haven, dans le Connecticut,. 

## Œuvres
- (en) Ernest Ernest Sachs, On the Structure and Functional Relations of the Optic Thalamus, London, U.K., John Bale, Sons & Danielsson, 1909 (OCLC 42636011)
- (en) Ernest Ernest Sachs, The Care of the Neurosurgical Patient Before, During and After Operation, St. Louis, Missouri, The C.V. Mosby Company, 1945 (OCLC 3180504)
- (en) Ernest Ernest Sachs, Diagnostic et traitement des tumeurs cérébrales et soins du patient en neurochirurgie, St. Louis, Missouri, Mosby, 1949 (OCLC 1133529)
- (en) Ernest Ernest Sachs, The History and Development of Neurological Surgery, New York, Hoeber, 1952 (OCLC 6739979)
- (en) Ernest Ernest Sachs, Prerequisites of Good Teaching & Other Essays, Hamden, Connecticut, Shoe String Press, 1954 (OCLC 1548260)
- (en) Ernest Ernest Sachs, Fifty Years of Neurosurgery : Une histoire personnelle, New York, 1958 (OCLC 547712)